# Alan Baker
Alan Baker, FRS, angleški matematik, * 19. avgust 1939, London, Anglija, † 4. februar 2018, Cambridge, Anglija.

## Življenje in delo
Baker je doktoriral leta 1964 na Kolidžu Trinity (Trinity College) v Cambridgeu pod Davenportovim mentorstvom. Leta 1970 se je pridružil Inštitutu za višji študij v Princetonu, New Jersey, ZDA, leta 1974 pa je bil gostujoči profesor na Univerzi Stanford. Svojo znanstveno pot je začel kot Davenportov študent.
Znan je po svojem delu o učinkovitih metodah v teoriji števil in še posebej po tistem, ki izhaja iz teorije transcendentnosti. Leta 1970 je na Mednarodnem matematičnem kongresu v Nici skupaj s Hironakom, Novikovom in Thompsonom za delo s področja diofantskih enačb prejel Fieldsovo medaljo. 
Veliko je prispeval tudi k razrešitvi Hilbertovega sedmega problema o transcendentnosti števila, oblike {\displaystyle a^{b}}, kjer sta a in b algebrski števili. Ta problem naj bi po Hilbertu bil celo težji od Riemannove domneve, vendar sta ga leta 1934 neodvisno rešila Aleksander Osipovič Gelfond in Theodor Schneider, Baker pa je leta 1966 dokazal Gelfondovo domnevo v splošnem. 
Baker raziskuje še na naslednjih področjih:
- teorija števil,
- transcendentnost,
- logaritemske forme,
- učinkovite metode,
- diofantska geometrija,
- diofantska analiza,
- teorija diofantskih približkov.

Leta 1973 so ga izbrali za člana Kraljeve družbe.
Njegovi študentje so med drugim John Henry Coates, David Masser in Roger Heath-Brown.